# Aeroporto Internazionale di Mérida
L'Aeroporto Internazionale di Mérida, Lic. Manuel Crescencio Rejón (IATA: AMID, ICAO: MMMD), è un aeroporto messicano situato nella parte meridionale dello stato nordamericano, nella periferia a circa 2 km a Sud-Ovest dal centro della città di Mérida, capitale dello stato federato dello Yucatán. Lo scalo aeroportuale è uno dei più grandi del Messico meridionale, insieme a quelli di Veracruz e di Cancún.

## Dati tecnici

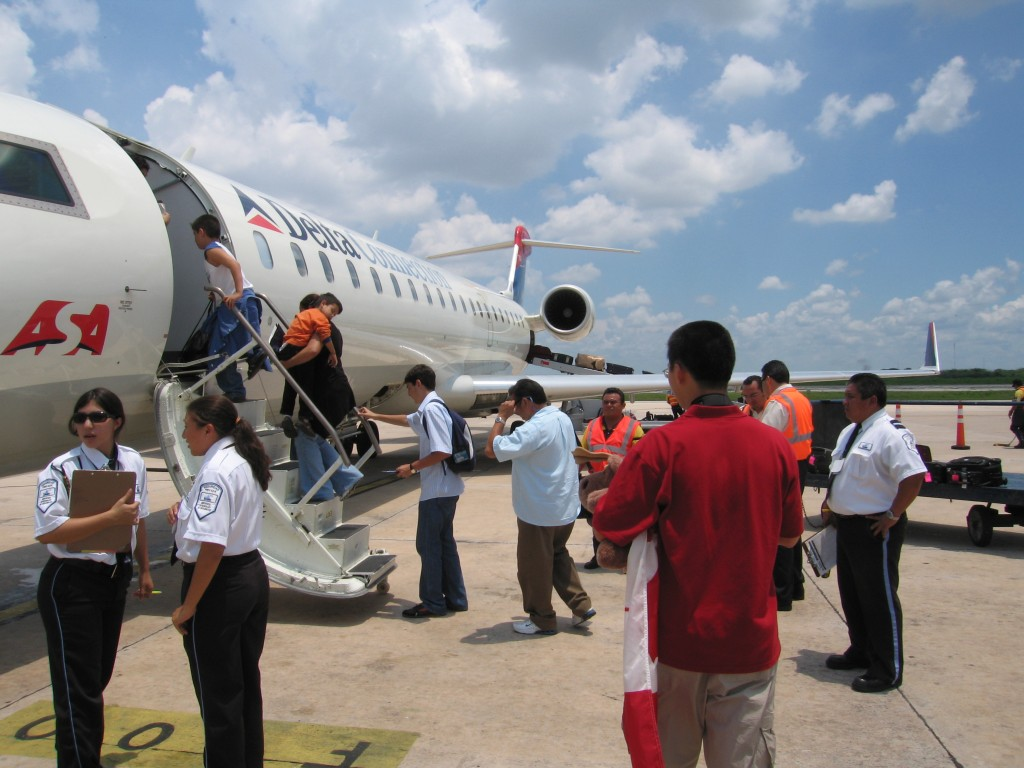
Operazioni di imbarco all'aeroporto.

La struttura, posta all'altitudine di 12 m / 38 ft sul livello del mare ed intitolata alla memoria di Manuel Crescencio García Rejón, giurista e politico messicano del XIX secolo, è dotata di due piste con fondo in asfalto, la prima lunga 3 200 m e larga 46 m (10 499 x 151 ft) con orientamento 10/28 e la seconda di dimensioni 2 300 x 46 m (7 546 x 151 ft) con orientamento 17/35, entrambe dotate di impianti di assistenza all'atterraggio tra cui l'impianto di illuminazione ad alta intensità (HIRL) e quello di angolo di approccio alla discesa PAPI.
L'aeroporto ha le strutture condivise nell'utilizzo sia civile, gestito dalla Grupo Aeroportuario del Sureste (ASUR), e militare, effettua attività secondo le regole e gli orari sia IFR che VFR ed è aperto al traffico commerciale.